# Anna Colbjørnsdatter
Anna Colbjørnsdatter, född 1665, död 1736, var en norsk nationalhjälte, dotter till  sognepræsten Colbjørn Torstensen Arneberg.
Anna Colbjørnsdatter blev 1682 gift med magister Jonas Ramus, sedermera sognepræst i Norderhov i Ringerike. Då Karl XII 1716 belägrade Akershus, blev överste Löwen utsänd för att kringgå den norska härens ställning. På denna expedition kom svenskarna, 600 man, till Norderhov prästgård.
Prästens hustru mottog dem vänligt och insövde dem i trygghet genom god och riklig traktering, men skickade genom sin svärson hemligt bud till en avdelning av 200 norska dragoner, som hade sitt läger omkring 1 mil från prästgården. Svenskarna överrumplades, Löwen och 130 man tillfångatogs, de övriga nedgjordes eller räddade sig genom flykten.
Hennes två halvbröder, Hans Colbjørnsen, (1680-1754), och Peder Colbjørnsen, (1683-1738), borgare i Fredrikshald, gjorde god tjänst vid stadens försvar 1716 och 1718, dels genom att lämna underrättelser om den svenska härens rörelser, dels genom att framkalla stadens avbränning, vilket nödgade svenskarna att utrymma den.